# تمدن کیمبایا

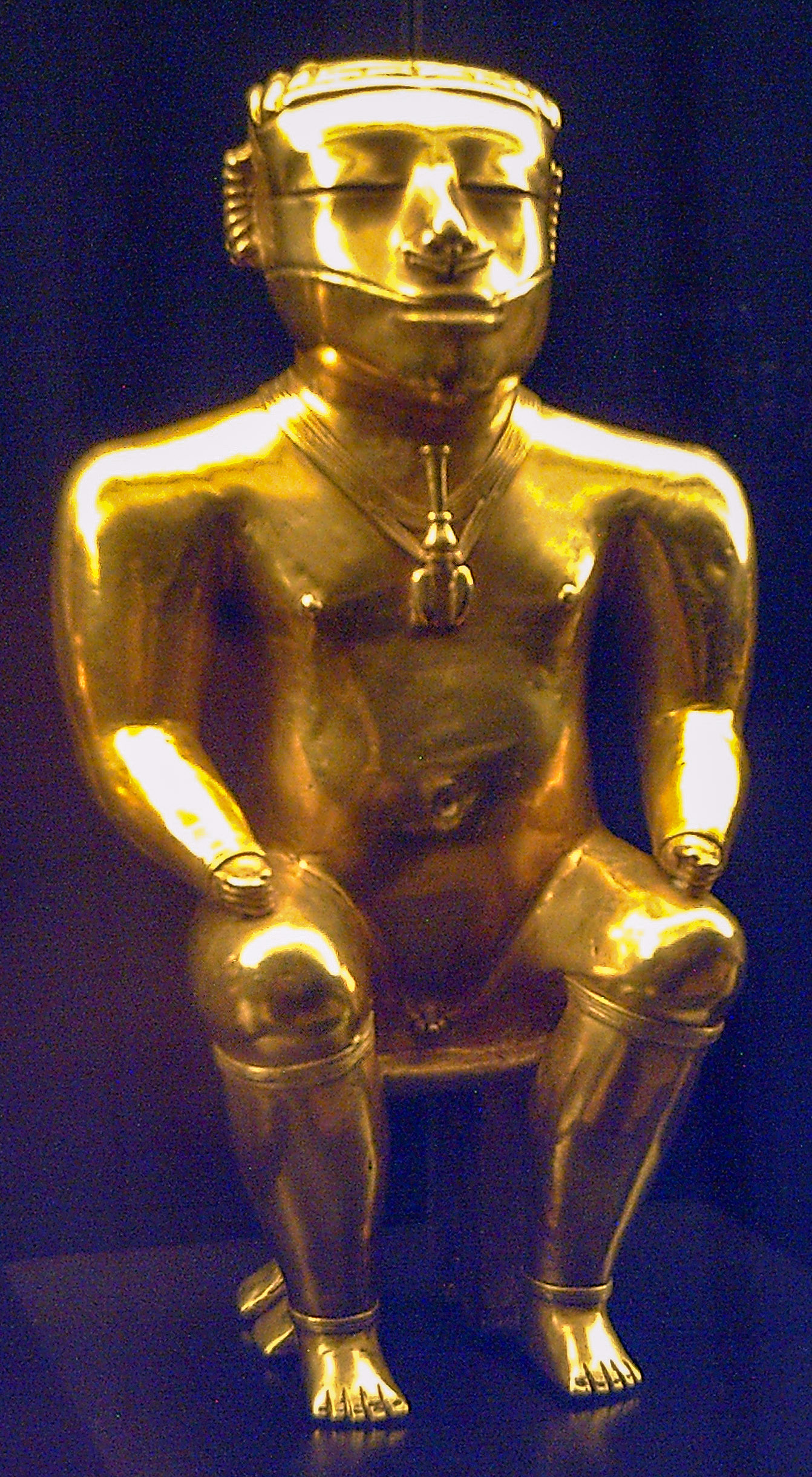
مجسمه طلایی مربوط به دوران تمدن کیمبایا

تمدن کیمبایا از تمدن‌های باستانی سرخپوستان آمریکای جنوبی است. از ویژگی‌های اصلی این تمدن صنعت طلا و توجه به طلاکاری است و آثار زرین زیادی از آنان بدست آمده‌است. این تمدن که به حوالی کشور امروزی کلمبیا مربوط بوده در صنعت طلاسازی گرایش انسان‌دیسی داشته و آثار و خلاقیت هنری آن با زندگی پس از مرگ در ارتباط بوده‌است.